# 有秋台団地
有秋台団地（ゆうしゅうだいだんち）は、千葉県市原市の有秋地区に位置する団地（ニュータウン）である。1960年代に千葉県が姉崎住宅団地（あねさきじゅうたくだんち）の名で土地区画整理事業を行った。

## 概要
姉崎沿岸部工業地域の従事者の居住のための企業社宅を中心とし，辰巳台団地に次いで市内で2番目の大規模住宅団地として開発された。1965年5月28日に施工等認可が下り、第一工区は1967年5月9日、第二工区は1968年6月14日に換地処分を実施した。総事業費は14億円、施工面積は81.5ha、計画人口10,200人。

## 地理

### 大字
- 有秋台西
- 有秋台東

### 河川
- 不入斗川
- 深城川

## 歴史

### 地名の由来
旧地名は迎田、不入斗、深城。
「有秋」の名は、明治時代に設立された小学校が校名として使用している（市原市立有秋東小学校も参照）。『千葉県市原郡誌』（1916年）によれば、1873年（明治6年）に学制が施行された際、「深城役場」管轄地域には深城小学校と片又木小学校の2校があり、合併が提起されたものの住民の意見がまとまらず、不調に終わった。1886年（明治19年）の小学校令施行を契機として戸長が「再合併」を働きかけて協議をまとめ、不入斗区にあった旧深城小学校を校舎として「有秋尋常小学校」が発足したのであるという。有秋尋常小学校は1902年（明治35年）より不入斗区内に新たに校地を購入して新校舎建設を始め、1904年（明治27年）に新校舎の使用を開始した。この時の校区は不入斗・立野・豊成・深城・天羽田・椎津・山谷・永藤・迎田・片又木・畑木の10区であった。

## 施設

### 行政・公共施設
- 市原市役所有秋支所[5]
- 市原市有秋公民館[5]
- 市原市消防局姉崎消防署有秋分署[5]
- 千葉県警察市原警察署有秋交番
- 市原有秋台郵便局
- 福増浄水場姉崎分場

### 学校教育施設
- 市原市立有秋東小学校
- 市原市立有秋西小学校（有秋東小から分離、のちに有秋南小が分離）
- 市原市立有秋中学校（姉崎中から分離）
- 第二姉ヶ崎幼稚園

### 医療施設
- 有秋台医院

### 公園・緑地
- 有秋公園（有秋台東３丁目）
- 有秋中央公園（有秋台東２丁目）
- 有秋台東公園（有秋台東３丁目）
- 永藤公園（有秋台西１丁目）
- 有秋広場（有秋台西１丁目）

## 交通

### 鉄道
団地内に鉄道は通っていないが、JR東日本の最寄は姉ケ崎駅で小湊鉄道の最寄りは光風台駅である。

### 路線バス
- 小湊鉄道（通常旅客案内で系統番号は用いられていない）[6]
  - 姉04系統（姉ケ崎駅東口〜有秋台団地下〜市原緑園都市ターミナル）
  - 姉05系統（姉ケ崎駅東口〜有秋台団地〜市原緑園都市ターミナル）
  - 姉06系統（姉ケ崎駅東口〜有秋台団地）
  - 姉07系統（姉ケ崎駅東口〜有秋台団地下〜光風台駅）
  - 姉24系統（姉崎ターミナル〜有秋台団地下〜市原緑園都市ターミナル）
  - 姉25系統（姉崎ターミナル〜有秋台団地〜市原緑園都市ターミナル）
  - 姉26系統（姉崎ターミナルー有秋台団地）
  - 姉27系統（姉崎ターミナル〜有秋台団地下〜光風台駅）
  - 姉28系統（姉崎ターミナル〜有秋台団地下〜市原緑園都市ターミナル〜光風台駅）
- 日東交通[7]
  - 姉ケ崎・桜台団地線（姉ケ崎駅前〜桜台団地・茅野）

### 道路
- 千葉県道24号千葉鴨川線（久留里街道）
- 市原市道51号線（房総姉崎線）
- けやき通り

## 近隣のニュータウン
- 青葉台団地
- 市原緑園都市
- 桜台
- 椎の木台